# Angels Sydney
Angels Sydney (Saint-Amarin, Alsacia; 7 de noviembre de 1982) es una actriz pornográfica francesa retirada.

## Biografía
Angels Sydney nació el 7 de noviembre de 1982 en la pequeña comuna de Saint-Amarin, situada en el departamento de Alto Rin, en la región de Alsacia. En 2001 comenzó a trabajar como estríper a la par que mantenía un trabajo corriente como administrativa. Durante 4 años viajó por diversas discotecas y ferias eróticas de la región y del resto del país galo. El grupo Prova firma con ella enseguida un contrato para aparecer como modelo erótica de sus revistas, dejando de lado su trabajo para dedicarse a tiempo completo a la pornografía.
Entra como asistente del grupo Kemaco Studio (MMM100) en España, terminando tres meses después delante de las cámaras, rodando sus primeras escenas porno con el director español Xavi Domínguez. Más tarde volvería a Francia, donde rodaría con cineastas como Fabien Lafait, Lukas Jet Sex, Fred Coppula, Yannick Perrin, Christian Lavil, Alain Payet o François Régis.
No obstante, su carrera como actriz fue muy efímera, pues apenas un año de empezar, decidió retirarse para volver al mundo del estriptis. En la actualidad posee una agencia de estriptis y ha tenido diversas apariciones en la televisión y radio.
Hasta el momento de su retiro, Sydney trabajó en 31 películas.